# 주콥스키 (모스크바주)

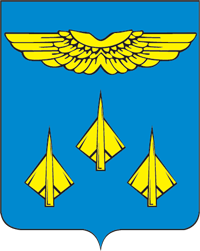
시 문장

주콥스키(러시아어: Жуко́вский)는 러시아 모스크바주에 위치한 도시로, 인구는 101,328명(2002년 기준)이다. 모스크바강과 접하며 모스크바(러시아의 수도이며 모스크바 주의 주도이기도 함)에서 남동쪽으로 40km 정도 떨어진 곳에 위치한다. 러시아 항공 산업의 중심지이며 TsAGI 본부가 들어서 있다.
1935년 스타하노보(Стаханово)라는 이름으로 건설되었으며 당시의 도시 이름은 소비에트 연방의 광부인 알렉세이 스타하노프의 업적을 기념하기 위해 붙여진 이름이다. 1947년 주콥스키라는 이름으로 변경되었으며 도시 이름은 공기역학과 유체동역학의 아버지로 칭송받는 러시아의 과학자인 니콜라이 주콥스키의 업적을 기념하기 위해 붙여진 이름이다.